# CYP3A7
CYP3A7 es una enzima que pertenece a la familia del citocromo P450 . Tiene un tamaño de 503 aminoácidos y comparte el 87% de su secuencia con CYP3A4 . Desempeña un papel similar en los fetos que CYP3A4 sirve en adultos. La ubicación del gen es 7q22.1. 
El grupo de enzimas CYP3A son los miembros más expresados de la familia del citocromo P450 en el hígado. Son responsables del metabolismo de más del 50% de todos los productos farmacéuticos clínicos. 

## Alelos notables
El alelo CYP3A7 * 1C está asociado con malos resultados en algunos pacientes con cáncer, posiblemente debido al efecto de la enzima en algunos agentes de quimioterapia . 